# Geranomyia javanica kockensis
Geranomyia javanica là một phân loài ruồi của loài Geranomyia javanica trong họ Limoniidae. Chúng phân bố ở miền Ấn Độ - Mã Lai.